# 山形ジャンクション
山形ジャンクション （やまがたジャンクション）は、山形県山形市にある山形自動車道と東北中央自動車道をダブルトランペット型で接続するジャンクションである。
ここから山形自動車道は酒田方面は暫定2車線に、仙台方面は片側2車線の4車線になる。

## 歴史
- 2002年（平成14年）
  - 9月14日：山形自動車道・山形北IC - 山形JCT間が4車線化される[1]。
  - 9月16日：東北中央自動車道・山形上山IC - 東根IC間開通に伴い、山形自動車道と東北中央自動車道が接続される[2]。

## 接続する道路
- E48 山形自動車道（6番）
- E13 東北中央自動車道（15番）

## 隣
E48 山形自動車道
(5) 山形北IC - (6) 山形JCT - (7) 寒河江IC
E13 東北中央自動車道
(14) 山形中央IC - (15) 山形JCT - 天童南SIC（事業中） - (16) 天童IC